# August Leonhard Bernoulli
August Leonhard Bernoulli (* 6. Juni 1879 in Basel; † 20. Februar 1939 in Basel) war ein Schweizer Physiker aus der Familie Bernoulli.
Bernoulli studierte an der Universität Basel Mathematik und Physik. Später wechselte er an die Technische Universität München, wo er 1903 bei Wilhelm Röntgen im Fach Physik promovierte. Anschließend nahm er einen Ruf an das Physikalische Institut der Technischen Hochschule Aachen an und wirkte dort vier Jahre lang als Assistent. Von 1907 bis 1910 war Bernoulli dort als Privatdozent tätig. 1910 folgte er einem Ruf an die Universität Bonn. Da seine Karriere dort stagnierte, nahm Bernoulli 1912 ein Angebot der Universität Basel an. Als außerordentlicher Professor der physikalischen Chemie betraute man ihn mit der Leitung eines Lehrstuhls. 1917 erfolgte die Ernennung zum ordentlichen Professor und die Beförderung zum Direktor des Physikalisch-Chemischen Instituts der Universität.
Bernoulli war durch eine in der Jugend durchgemachte Krankheit körperlich behindert, was sich in seinen Vorlesungen störend bemerkbar machte. Als Forscher beschäftigte er sich unter anderem mit den Beziehungen zwischen Konstitution und physikalischen Eigenschaften, der Theorie des Hörens und den Eigenschaften von Metalllegierungen. Schon 1908 postulierte er eine Beziehung zwischen der Planck-Konstante und den Serienspektren der Elemente.
Am 20. Februar 1939 starb August Leonhard Bernoulli im Alter von 59 Jahren in Basel.

## Werke
- Physikalisch-chemisches Praktikum (1930)